# Homadaula myriospila
Homadaula myriospila is een vlinder uit de familie van de Galacticidae. De wetenschappelijke naam van de soort is voor het eerst geldig gepubliceerd in 1907 door Meyrick.